# Uredo cynodontis-dactylis
Uredo cynodontis-dactylis ist eine Ständerpilzart aus der Ordnung der Rostpilze (Pucciniales). Der Pilz ist ein Endoparasit des Hundszahngrases. Symptome des Befalls durch die Art sind Rostflecken und Pusteln auf den Blattoberflächen der Wirtspflanzen. Sie ist ein Endemit Chinas. Da bislang nur ihre Nebenfruchtform bekannt ist, wird sie in die Formgattung Uredo eingeordnet. Ihre Teleomorphe gehört wohl in die Gattung Puccinia.

## Merkmale

### Makroskopische Merkmale
Uredo cynodontis-dactylis ist mit bloßem Auge nur anhand der auf der Oberfläche des Wirtes hervortretenden Sporenlager zu erkennen. Sie wachsen in Nestern, die als gelbliche bis braune Flecken und Pusteln auf den Blattoberflächen erscheinen.

### Mikroskopische Merkmale
Das Myzel von Uredo cynodontis-dactylis wächst wie bei allen Uredo-Arten interzellulär und bildet Saugfäden, die in das Speichergewebe des Wirtes wachsen. Die Spermogonien und Aecien der Art sind nicht bekannt. Die beidseitig auf den Wirtsblättern wachsenden Uredien des Pilzes sind kastanienbraun, sie besitzen Paraphysen. Ihre kastanienbraunen Uredosporen sind 29–42 × 23–33 µm groß, kugelig bis eiförmig und stachelwarzig. Die Telien der Art sind unbekannt.

## Verbreitung
Das bekannte Verbreitungsgebiet von Uredo cynodontis-dactylis umfasst lediglich China.

## Ökologie
Die Wirtspflanze von Uredo cynodontis-dactylis ist das Hundszahngras. Der Pilz ernährt sich von den im Speichergewebe der Pflanzen vorhandenen Nährstoffen, seine Sporenlager brechen später durch die Blattoberfläche und setzen Sporen frei. Die Art durchläuft einen vermutlich makrozyklischen Entwicklungszyklus mit Spermogonien, Aecien, Uredien und Telien. Ob sie einen Wirtswechsel durchmacht, lässt sich mangels Aecien und Spermogonien nicht feststellen.